# Уараль (провинция)
Уараль (исп. Provincia de Huaral, кечуа Waral pruwinsya) — одна из 9 провинций перуанского региона Лима. Площадь составляет 3 655,70 км². Население по данным на 2007 год — 164 660 человек. Плотность населения — 45,04 чел/км². Столица — одноимённый город.

## История
Провинция была образована 11 мая 1976 года.

## География
Расположена в центральной части региона. Граничит с регионами Паско (на северо-востоке), Хунин (на востоке), а также провинциями: Уаура (на севере), Канта (на юге) и Лима (на юго-западе). На западе омывается водами Тихого океана.

## Административное деление
В административном отношении делится на 12 районов:
- 27 ноября
- Атавильос-Альто
- Атавильос-Бахо
- Аукальяма
- Чанкай
- Уараль
- Иуари
- Лампиан
- Пакараос
- Санта-Крус-де-Андамарка
- Сумбилка
- Сан-Мигель-де-Акос